# جون ساذرلاند (كيميائي)
جون ديفيد ساذرلاند (بالإنجليزية: John David Sutherland)‏ (24 يوليو 1962–) كيميائي بريطاني.